# بيتر لازار
بيتر لازار هو دراج تشيكي، ولد في 2 يوليو 1976 في برنو في التشيك.

## وصلات خارجية
- بيتر لازار على موقع أرشيف الدراجات (الإنجليزية)
- بيتر لازار على موقع إحصائيات الدراجات الإحترافية (الإنجليزية)
- بيتر لازار على موقع أوليمبيديا (الإنجليزية)
- بيتر لازار على موقع اللجنة الأولمبية التشيكية (التشيكية)